# Ernst Weiss
Ernst Weiss (Brno, 22 agosto 1882 – Parigi, 15 giugno 1940) è stato uno scrittore austriaco.

## Biografia
Ernst Weiss nacque a Brno, in Moravia (allora una provincia dell'Impero austro-ungarico, attualmente parte della Repubblica Ceca), il 22 agosto del 1882 da un'abbiente famiglia ebraica. Orfano del padre a soli quattro anni d'età, fu avviato agli studi di medicina dalla madre, Berta Weinberg, concludendo un primo percorso di studi a Brno e successivamente a Praga, e laureandosi infine a Vienna nel 1908. Lì ebbe la ventura di curare un allora sconosciuto Adolf Hitler da una cecità isterica. Tale circostanza fu raccontata anni dopo, con molta costernazione, nel suo racconto forse più celebre, Il testimone oculare.
Portò avanti l'attività di chirurgo lavorando anche a Berna e a Berlino fino al 1912, quando, malato di tubercolosi, si trasferì per qualche mese in India e Giappone. Tornato in Europa l'anno successivo, Weiss fece incontri molto importanti per la sua vita privata e l'attività di scrittore: Rahel Sanzara, ballerina e attrice, in seguito sua compagna fino alla morte per tumore nel 1936; e Franz Kafka, del quale divenne amico intimo. Lo stesso scrittore praghese annotò nel suo diario un appunto su Weiss, in data 2 gennaio 1914: "Un po' di tempo ben speso con il dottor Weiss".
Tornato a Vienna, iniziò la carriera militare combattendo durante la prima guerra mondiale sul fronte orientale e guadagnandosi una croce d'oro al valore. Dal 1921 visse a Berlino, dove scrisse buona parte dei suoi romanzi più celebri. Tornato a Praga nel 1933 per assistere la madre morente, si recò poi a Parigi nel 1934, vivendo in povertà e dipendendo dagli aiuti di altri autori, fra cui Thomas Mann e Stefan Zweig.
Il 15 giugno 1940, un giorno dopo l'invasione nazista della capitale francese, Weiss si tolse la vita nella sua camera di albergo. Una sua opera pubblicata postuma e trovata proprio nella sua stanza, Jarmila, è l'ultimo suo racconto, denso di malinconia e senso di colpa, fatalità e tristezza.

## Opere
- Die Galeere (1913)
- Der Kampf (1916) reintitolato Franziska nel 1919, Musica a Praga, Corbaccio, 1933, Dall'Oglio, 1952, Franziska, Elliot, 2019
- Tiere in Ketten (1918), Animali in catene, Bologna, Clueb 2008
- Mensch gegen Mensch (1919)
- Stern der Dämonen (1920)
- Nahar (1922)
- Die Feuerprobe (1923), La prova del fuoco, Silvy, 2012
- Männer in der Nacht (1925)
- Boetius von Orlamünde (1928, reintitolato Der Aristokrat nel 1966); L'aristocratico, e/o 1985, premiato con la medaglia d'argento nella competizione letteraria alle Olimpiadi di Amsterdam del 1928
- Georg Letham. Arzt und Mörder (1931), Giorgio Letham medico e assassino, Corbaccio, 1933, Dall'Oglio, 1946, Castelvecchi, 2016
- Der arme Verschwender (1936)
- Ich, der Augenzeuge, Il testimone oculare (postumo 1963), Rizzoli, 1975, e/o, 1986, Nobel, 2012
- Jarmila, Milano, (postumo 1963), Adelphi, 2002
- Uomini nella notte, Milano, Medhelan, 2025